# Ormosia elata
Ormosia elata är en ärtväxtart som beskrevs av Velva Elaine Rudd. Ormosia elata ingår i släktet Ormosia och familjen ärtväxter. Inga underarter finns listade i Catalogue of Life.